# Beyond Blunderdome
«Beyond Blunderdome» (с англ. — «Под куполом грома») — первый эпизод одиннадцатого сезона «Симпсонов». Премьерный показ состоялся 26 сентября 1999 года.

## Сюжет
Польстившись на телевизионную рекламу (главным образом, на обещание бесплатных призов), Гомер Симпсон записывается на тест-драйв электромобиля. Несмотря на отрицательные результаты тест-драйва, свой приз Гомер получает. Призом являются два билета на ограниченный допремьерный показ нового фильма с участием Мела Гибсона. Это очень радует Мардж, поскольку она является поклонницей творчества данного актёра. Она столь бурно восхищается Гибсоном, что это даже заставляет Гомера ревновать.
Всем зрителям раздают специальные бланки. В них зрители должны будут написать своё мнение о фильме, а также оставить замечания и предложения. Фильм понравился всем, кроме Гомера — он счёл его слишком скучным, ведь в нём не было взрывов, убийств, погонь и т. п. Сам Гибсон, тайком следящий за реакцией зрителей, тоже считает это недостатком фильма: «Я болтаю там два часа и никого не убиваю» — жалуется он продюсерам.
После показа публика выходит из зала и видит Мела Гибсона. Его окружают со всех сторон и засыпают вопросами. На вопрос Мардж, будет ли он лично читать отзывы зрителей, Гибсон отвечает изысканным комплиментом и целует Мардж руку. Это раздражает Гомера и он пишет в своём бланке совершенно уничижительный отзыв на фильм.
Разбирая отзывы зрителей, Мел Гибсон приходит к выводу, что они необъективны, поскольку все они сплошь положительные. Единственным отрицательным является отзыв Гомера и Гибсон решает, что это единственный человек, не побоявшийся высказать о фильме правду. Он разворачивает свой самолёт и приземляется прямо на Вечнозеленом бульваре напротив дома Симпсонов, чтобы пригласить Гомера к совместной работе над фильмом. Гомер сначала намеревается поколотить Гибсона, но, узнав о цели визита, сменяет гнев на милость, поскольку предложение Гибсона ему очень льстит. Он соглашается и вся семья Симпсонов на самолёте Мела Гибсона отправляется в Голливуд.
В Голливуде Мардж с детьми отправляется на экскурсию, а Гомер с Гибсоном идут обсуждать сценарий фильма. Гомер предлагает множество идиотских «улучшений», например, заменить главного злодея в фильме собакой «с бегающими глазами». Все эти предложения Гибсон отклоняет и начинает сомневаться, правильно ли он поступил, пригласив Гомера. Однако предложение Гомера сделать концовку фильма более зрелищной и кровавой он встречает с энтузиазмом.
На следующий день Гибсон с Гомером демонстрируют продюсерам новую версию концовки фильма: главный герой вместо речи в Конгрессе устраивает там кровавую бойню, убивает всех конгрессменов и заодно президента США. Продюсеры приходят в ужас и пытаются уничтожить плёнку, но Гомер и Мел спасают её и убегают.
В прокат фильм выходит с изменённой концовкой. Эта новая концовка вызывает у зрителей отвращение и Гомер, осознав свою неправоту, пытается извиниться перед Гибсоном. Но Гибсон не винит Гомера в провале, полагая, что публика просто не готова к подобного рода фильмам. Однако к дальнейшим советам Гомера по поводу улучшения фильмов он предпочитает не прислушиваться.

## Культурные отсылки
- Название эпизода — отсылка к фильму «Безумный Макс 3: Под куполом грома» с участием Мела Гибсона.
- Новый фильм с Мелом Гибсоном — ремейк фильма «Мистер Смит едет в Вашингтон» 1939 года.
- Фильм с Райнером Вульфкаслом «Спасти Айрин Райан» — отсылка одновременно к двум фильмам - Спасти рядового Райана и The Beverly Hillbillies, где Айрин Райан играла главную роль[1].
- Сцена, в которой Мел Гибсон с Гомером пытаются остановить гонящихся за ними продюсерами, сняв штаны — отсылка к фильму «Храброе сердце», где Мел Гибсон сыграл главную роль.

## Интересные факты
- Первоначально серия завершалась тем, что Мел Гибсон, по совету Апу, продаёт фильм для проката в Индию, поскольку там любят жестокие американские боевики.[2]
- Мел Гибсон занял 20-е место в рейтинге приглашённых звёзд в «Симпсонах» по версии AOL[3] и седьмое по версии журнала Total Film[4].